# Åsarne landskommun
Åsarne landskommun var en tidigare kommun i Jämtlands län.

## Administrativ historik
Åsarne landskommun bildades år 1888 genom en utbrytning ur Bergs landskommun. Den upphörde vid kommunreformen 1952, då den gick upp i Övre Ljungadalens landskommun. Sedan 1971 tillhör området Bergs kommun.

## Kommunvapen
Åsarne landskommun förde inte något vapen.

## Politik

### Mandatfördelning i valen 1938-1946
| 10 | 1 | 6 |

| 16 |

| 7 | 10 |

| 16 |

| 6 | 11 |

| 17 |